# Tellina lineata
Tellina lineata är en musselart som beskrevs av Turton 1819. Tellina lineata ingår i släktet Tellina och familjen Tellinidae. Inga underarter finns listade i Catalogue of Life.